# Дурово (Беленинское сельское поселение)
Ду́рово — деревня в Смоленской области России, в Сафоновском районе. Население — 1 житель (2007 год) . Расположена в центральной части области в 3 км к северу от города Сафонова, в 4 км севернее автодороги М1 «Беларусь». В 5 км севернее деревни железнодорожная станция О.п. 14-й км на ветке Дурово — Владимирский Тупик. Входит в состав Беленинского сельского поселения.

## История
В годы Великой Отечественной войны деревня была оккупирована гитлеровскими войсками в сентябре 1941 года, освобождена в 1943 году.